# Хрътките
„Хрътките“ е разследващо предаване с риалити репортажи и коментари. Предаването е авторско на bTV Media Group. Първоначално водещ е Валентина Войкова и се излъчва по bTV Action, но от 2013 г. се излъчва по bTV с водещ Миролюба Бенатова.

## Концепция
Първоначално водещ е Валентина Войкова, която преди това е била водещ на Новините на PRO.BG, но тя напуска медийната група и от 2013 г. водещ е Миролюба Бенатова. Предаването залага и на обратната връзка със зрителите и техните сигнали и видеоматериали. В ролята на „хрътка“ може да влезе всеки един, а екипът тръгва по следите на всяка история. Предаването има няколко рубрики – „Хрътките:Експериментът“, „Хрътките при хората“, „Глутница кучета“ и др.

## Излъчване
Първият сезон започва на 22 януари 2011 г. в ефира на нишовия канал bTV Action с разписание всяка събота и неделя от 20:00 до 21:00. Повторенията се излъчват в различни дни и в различни часове. През юли и август 2011 г. по bTV всяка събота от 18:00 до 19:00 се излъчва специалното предаване „Най-доброто от „Хрътките“ и „Код:Криминално“ с най-добрите разследвания и на двете предавания на bTV Action. Вторият сезон на „Хрътките“ стартира на 10 септември 2011 г., а часът на излъчване остава същия. След края на сезона през лятото на 2012 г., отново в ефира на bTV, се излъчват най-добрите разследвания на предаването. Третият сезон стартира на 22 септември 2012 г., отново в същите дни и часове на излъчване. Последното издание за 2012 г. се излъчва на 23 декември 2012 г. с най-доброто от годината.
На 9 март 2013 г. предаването се завръща в ефир, но вече по bTV с повторения по bTV Action и нов водещ – Миролюба Бенатова. Предаването се излъчва всяка събота от 17:30 до 19:00.